# Fujiwara no Akisuke
Fujiwara no Akisuke est un nom japonais traditionnel ; le nom de famille (ou le nom d'école), Fujiwara no , précède donc le prénom (ou le nom d'artiste).
Fujiwara no Akisuke (藤原顕輔) (1090 - 8 juin 1155) est un poète et courtisan kuge de la fin de l'époque Heian. Il est le fils du shōsanmi Fujiwara no Akisue et de la fille de Fujiwara no Tsunehira. Il a plusieurs enfants parmi lesquels Fujiwara no Kiyosuke, Fujiwara no Shigeie, Fujiwara no Suetsune, la femme de Konoe Motozane, la femme de Kujō Kanezane et le moine bouddhiste Kenjō (comme fils adopté).
Il se voit conférer un titre de noblesse en 1100. Il est nommé in no Kinshin (vassal) de l'empereur retiré Shirakawa. En 1122, il est promu jusanmi. Après la mort de l'empereur en 1129, il devient Sakyō Daibu puis accède au titre de shōsanmi en 1148.
Il est connu comme un habile poète waka et participe à plusieurs utaawase (concours de waka). En 1144, l'empereur Sutoku lui commande la compilation d'une anthologie impériale qui lui est présentée en 1151 sous le titre Shika Wakashū. 
Quelques-uns de ses poèmes sont inclus dans l'anthologieKin'yō Wakashū et un autre est inclus dans le Ogura Hyakunin Isshu. Sa collection personnelle de poèmes s'intitule Sakyō Daibu Akisuke-dono-shū (左京大夫顕輔卿集).

## Source
- Peter McMillan (2008) One hundred poets, one poem each: a translation of the Ogura Hyakunin Isshu. New York: Columbia University Press.  (ISBN 978-0-231-14398-1)